# William Henry Perkin
William Henry Perkin (født 12. marts 1838 i East End, død 14. juli 1907 i Sudbury) var en britisk kemiker og fabrikør, bedst kendt for sin opdagelse af det første syntetiske organiske farvestof, mauvein, fremstillet af anilin. Opdagelsen skete mens han forsøgte at syntetisere kinin til brug mod malaria. I 1866 blev han optaget som medlem af Royal Society. I 1879 modtog han Royal Medal, samme år som geologen Andrew Ramsay, for sit arbejde. Perkin modtog i 1889 Davy-medaljen og slået til ridder i 1906. Begge hans sønner, William Henry Perkin jr. og Arthur George Perkin voksede også op til at blive kemikere.